# Belisario Betancur
Belisario Betancur Cuartas (4. února 1923, Amagá – 7. prosince 2018, Bogotá) byl kolumbijský politik a diplomat. V letech 1982–1986 byl prezidentem Kolumbie. Byl představitelem pravicové Kolumbijské konzervativní strany (Partido Conservador Colombiano).

## Život
Narodil se v chudé rodině. Šestnáct z jeho dvaceti sourozenců zemřelo v dětství. Vystudoval práva na Universidad Pontífica Boliviariana v Medellínu. Vzhledem k rodinné tradici se začal angažovat v Konzervativní straně. Ještě před koncem vysokoškolských studií byl prvně zvolen do parlamentu. Konzervativní prezident Laureano Gómez ho roku 1950 jmenoval do skupiny, která měla vypracovat novou ústavu. Když však roku 1953 moc násilně převzal vojenský diktátor Gustavo Rojas Pinillo, stal se Betancur obětí represí a během diktatury (do roku 1957) byl několikrát vězněn.
Od 60. let však znovu stoupal mocenskou hierarchií, aby se v letech 1962–1963 usadil v křesle ministra práce. V letech 1962 a 1970 kandidoval neúspěšně za konzervativce na prezidenta. Pak se rozhodl obrátit k diplomacii a v letech 1975–1977 byl velvyslancem ve Španělsku. Roku 1978 se vrátil k politice a znovu neúspěšně kandidoval na prezidenta. Roku 1982 mu kandidatura napočtvrté vyšla, když využil aktuálního rozštěpení liberálů.

### Prezidentský mandát
Jako zkušený diplomat se v prezidentském paláci věnoval intenzivně zahraniční politice. Kolumbii uvedl do Hnutí nezúčastněných států a omezil tak její spojenectví se Spojenými státy americkými. Usiloval též o sblížení s Kubou. Spoluzaložil skupinu Contadora, jednotku regionální spolupráce Kolumbie, Mexika, Panamy a Venezuely, která chtěla, krom jiného, zmírnit násilné střety v Hondurasu, Nikaragui a Guatemale a zabránit jejich přelití do celé střední Ameriky. Za tyto kroky také získal roku 1983 španělskou Cenu kněžny asturské za mezinárodní spolupráci.
Co však se ukázalo větším problémem, bylo násilí uvnitř země. Jedním z problémů byla moc drogových kartelů. Ačkoli země získala právo uspořádat v roce 1986 mistrovství světa ve fotbale, násilí drogových kartelů v Medellínu a Cali, tedy ve dvou městech, kde se šampionát měl hrát, přimělo Betancura k rozhodnutí, že Kolumbie není ve stavu, aby šampionát uspořádala – ten se pak narychlo přesunul do Mexika.
Ještě větším problémem byly však patyzánské skupiny. Po dlouhých vyjednáváních Betancur roku 1984 uzavřel mír s řadou z nich (FARC, M-19, EPL). Partyzánské skupiny se měly zapojit do politického života. Ovšem část armády se postavila proti Betancurovi a operace proti guerillám neukončila. Mírový proces tak zkrachoval a v roce 1985 milice M-19 zaútočily na Justiční palác v Bogotě. Zajaly 300 rukojmích a požadovaly, aby se Betancur „dostavil k soudu“ za porušení mírových dohod. Betancur odmítl vyjednávat a vydal armádě příkaz k útoku na palác. Během něj zahynulo přes 100 lidí, včetně mnoha rukojmích. To oslabilo Betancurovu pozici u veřejnosti, před níž také převzal za incident odpovědnost, i v celém politickém systému, neboť trauma řádění guerilly uprostřed hlavního města legitimizovalo znovu politickou moc armády. Navíc, krátce po bojích uprostřed Bogoty, vybuchla s mimořádnou silou sopka u města Armero a zabila 20 000 lidí. Vulkanologové z tragédie obvinili vládu, když do médií uvedli, že ji před hrozbou výbuchu varovali a doporučovali evakuaci oblasti, k níž ovšem vláda nesvolila. To Betancurovi definitivně zlomilo vaz. Odcházel z postu prezidenta již bez reálné moci a bez šance se k ní vrátit. Z politiky se také následně zcela stáhl a věnoval se psaní knih a publicistice.
Jeho blízkým přítelem byl kolumbijský spisovatel Gabriel García Márquez.